# Eagle (Colorado)
Eagle ist eine Kleinstadt im US-Bundesstaat Colorado und der Verwaltungssitz des Eagle County. Das U.S. Census Bureau hat bei der Volkszählung 2020 eine Einwohnerzahl von 7.511 ermittelt. 
Die Stadt und ihr Umland ist bekannt für ihr umfangreiches Wegesystem zum Mountainbiken, Wandern und Trailrunning. 

## Geschichte
Ein Postamt namens Eagle ist seit 1891 in Betrieb. Die Stadt hat ihren Namen vom Eagle County, das wiederum seinen Namen vom Eagle River hat. Eagle wurde 1905 zu einer Gemeinde.

## Demografie
Nach einer Schätzung von 2019 leben in Eagle 6986 Menschen. Die Bevölkerung teilte sich im Jahr auf in 94,0 % Weiße, 0,1 % Afroamerikaner und 0,6 % mit zwei oder mehr Ethnizitäten. Hispanics oder Latinos machten 27,7 % der Bevölkerung aus. Das mittlere Haushaltseinkommen lag bei 97.806 US-Dollar und die Armutsquote bei 8,5 %.
| Jahr | Einwohner¹ |
| ---- | ---------- |
| 1950 | 445        |
| 1960 | 546        |
| 1970 | 790        |
| 1980 | 950        |
| 1990 | 1580       |
| 2000 | 3032       |
| 2010 | 6508       |
| 2020 | 7511       |

¹ 1950 – 2020: Volkszählungsergebnisse

## Verkehr
Der Eagle County Regional Airport befindet sich 4 km westlich der Stadt.